# Miho Komatsu
Miho Komatsu (小松 未歩, Komatsu Miho) est une ancienne chanteuse et compositrice japonaise, signée sous le label Giza studio. Quatre de ses chansons sont comprises dans The Best of Detective Conan, un album soundtrack pour l'anime Détective Conan. Elle a enregistré 26 singles et 11 albums.

## Jeunesse et début de sa carrière musicale
Lorsque Miho Komatsu avait trois ans, elle a été influencée par son frère et a commencé à jouer de l'electone. Au collège, elle était intéressée par la musique occidentale et japonaise. Elle a commencé à créer et écrire ses propres chansons. Elle a pris part à un groupe nommé "Keyboard". En terminale, elle apparaît en tant que la chanteuse d'un groupe dans un live house de Keihanshin. Une cassette démo est tombée dans les mains d'un producteur.

## Discographie

### Albums studio
| Titre               | Détails sur l'album                                                                          | Meilleure position JPN |
| ------------------- | -------------------------------------------------------------------------------------------- | ---------------------- |
| Nazo                | - Date de sortie: 3 décembre 1997 - Label: Amemura O-town Record - Catalogue No.: AOCS-1001  | 5                      |
| Mirai               | - Date de sortie: 19 décembre 1998 - Label: Amemura O-town Record - Catalogue No.: AOCS-1003 | 3                      |
| Everywhere          | - Date de sortie: 16 février 2000 - Label: Giza Studio - Catalogue No.: GZCA-1022            | 5                      |
| A Thousand Feelings | - Date de sortie: 7 mars 2001 - Label: Giza Studio - Catalogue No.: GZCA-1064                | 9                      |
| Source              | - Date de sortie: 25 septembre 2002 - Label: Giza Studio - Catalogue No.: GZCA-5020          | 23                     |
| Hanano              | - Date de sortie: 25 septembre 2003 - Label: Giza Studio - Catalogue No.: GZCA-5034          | 27                     |
| Prime Number        | - Date de sortie: 26 janvier 2005 - Label: Giza Studio - Catalogue No.: GZCA-5062            | 30                     |
| A Piece of Cake     | - Date de sortie: 26 avril 2006 - Label: Giza Studio - Catalogue No.: GZCA-5062              | 34                     |

### Compilations
| Titre                                                    | Détails sur l'album                                                                   | Meilleure position JPN |
| -------------------------------------------------------- | ------------------------------------------------------------------------------------- | ---------------------- |
| Wonderful World: Single Remixes and More 1er album remix | - Date de sortie: 27 novembre 2002 - Label: Giza Records - Catalogue No.: GZCA-5023   | 20                     |
| lyrics 1er album de sélections de ballades               | - Date de sortie: 26 novembre 2003 - Label: Giza Records - Catalogue No. GZCA-5043    | 45                     |
| Miho Komatsu Best ~once more~                            | - Date de sortie: 21 novembre 2006 - Label: Giza Records - Catalogue No.: GZCA-5096/7 | 21                     |

### Singles
| Date de sortie    | Titre                                             | Meilleure position JPN | Album               |
| ----------------- | ------------------------------------------------- | ---------------------- | ------------------- |
| 28 mai 1997       | "Nazo" (謎)                                       | 9                      | Nazo                |
| 25 septembre 1997 | "Kagayakeru Hoshi" (輝ける星)                     | 20                     | Nazo                |
| 14 janvier 1998   | "Negai Goto Hitotsu Dake" (願い事ひとつだけ)      | 8                      | Mirai               |
| 18 mars 1998      | "Anybody's Game"                                  | 9                      | Mirai               |
| 19 août 1998      | "Chance" (チャンス)                               | 3                      | Mirai               |
| 14 octobre 1998   | "Kōri no ue ni Tatsu yō ni" (氷の上に立つように)  | 5                      | Mirai               |
| 3 mars 1999       | "Sayonara no Kakera" (さよならのかけら)           | 17                     | Everywhere          |
| 8 mai 1999        | "Saitan Kyori de" (最短距離で)                    | 16                     | Everywhere          |
| 30 juin 1999      | "Kaze ga Soyogu Basho" (風がそよぐ場所)           | 9                      | Everywhere          |
| 21 juin 2000      | "Anata ga Iru kara" (あなたがいるから)            | 9                      | A Thousand Feelings |
| 18 octobre 2000   | "Kimi no Me ni wa Utsuranai" (君の瞳には映らない) | 19                     | A Thousand Feelings |
| 31 janvier 2001   | "Love Gone"                                       | 26                     | A Thousand Feelings |
| 30 mai 2001       | "Todomaru Koto no nai Ai" (とどまることのない愛)  | 22                     | Source              |
| 8 août 2001       | "Saigo no Toride" (さいごの砦)                    | 30                     | Source              |
| 5 décembre 2001   | "Aishiteru..." (愛してる)                         | 28                     | Source              |
| 29 mai 2002       | "Dance"                                           | 28                     | Source              |
| 27 novembre 2002  | "Mysterious Love"                                 | 16                     | Hanano              |
| 19 mars 2003      | "Futari no Negai" (ふたりの願い)                  | 30                     | Hanano              |
| 25 juin 2003      | "Watashi Sagashi" (私さがし)                      | 30                     | Hanano              |
| 26 novembre 2003  | "Tsubasa wa Nakutemo" (翼はなくても)              | 30                     | Prime Number        |
| 28 avril 2004     | "Namida Kirari Tobase" (涙キラリ飛ばせ)           | 31                     | Prime Number        |
| 28 juillet 2004   | "Suna no Shiro" (砂のしろ)                        | 32                     | Prime Number        |
| 20 octobre 2004   | "I~Dareka" (I～誰か)                              | 29                     | Prime Number        |
| 18 mai 2005       | "I Just Wanna Hold You Tight"                     | 36                     | A Piece of Cake     |
| 17 août 2005      | "Anata Iro" (あなた色)                            | 38                     | A Piece of Cake     |
| 7 décembre 2005   | "Koi ni Nare..." (恋になれ)                       | 39                     | A Piece of Cake     |

## Livres
| Titre                                                                | Date de sortie   | ISBN                 |
| -------------------------------------------------------------------- | ---------------- | -------------------- |
| Hen na Monosashi (ヘンな物さし). Miho Komatsu Essay & Photograph     | 13 novembre 2003 | (ISBN 4-916019-39-3) |
| Hen na Monosashi 2 (ヘンな物さし 2). Miho Komatsu Essay & Photograph | 22 novembre 2006 | (ISBN 4-916019-48-2) |

## Travail pour autrui

### Composition
- Arisa Tsujio
  - Aoi Sora ni Deaeta (青い空に出逢えた?)
- Field of View
  - Kono Machi de Kimi to Kurashitai (この街で君と暮らしたい?)
  - Kawaita Sakebi (渇いた叫び?)
  - Oozora E (大空へ?)
- Deen
  - Kimi ga Inai Natsu (君がいない夏?)
  - Tooi Sora de (遠い空で?)
  - Kimi Sae Ireba (君さえいれば?)
  - Tegotae no nai Ai (手ごたえのない愛?)
- Wands
  - Sabitsuita Machine Gun de Ima o Uchimekō (錆びついたマシンガンで今を撃ち抜こう?)
- Rina Aiuchi
  - Her Lament ~Dare Ni Mo Kikoenai Kanojo No Sakebi~ (Her Lament ~誰にも聞こえない彼女の叫び~?)
  - Precious Place
- Sayuri Iwata
  - Fukigen ni naru Watashi (不機嫌になる私?)
  - Hitori ja nai (ひとりじゃない?)
- U-ka Saegusa in dB
  - Watashi wo Yurusanaide (私を許さないで?)
- Aiko Kitahara
  - Message